# 마르틴 발트제뮐러

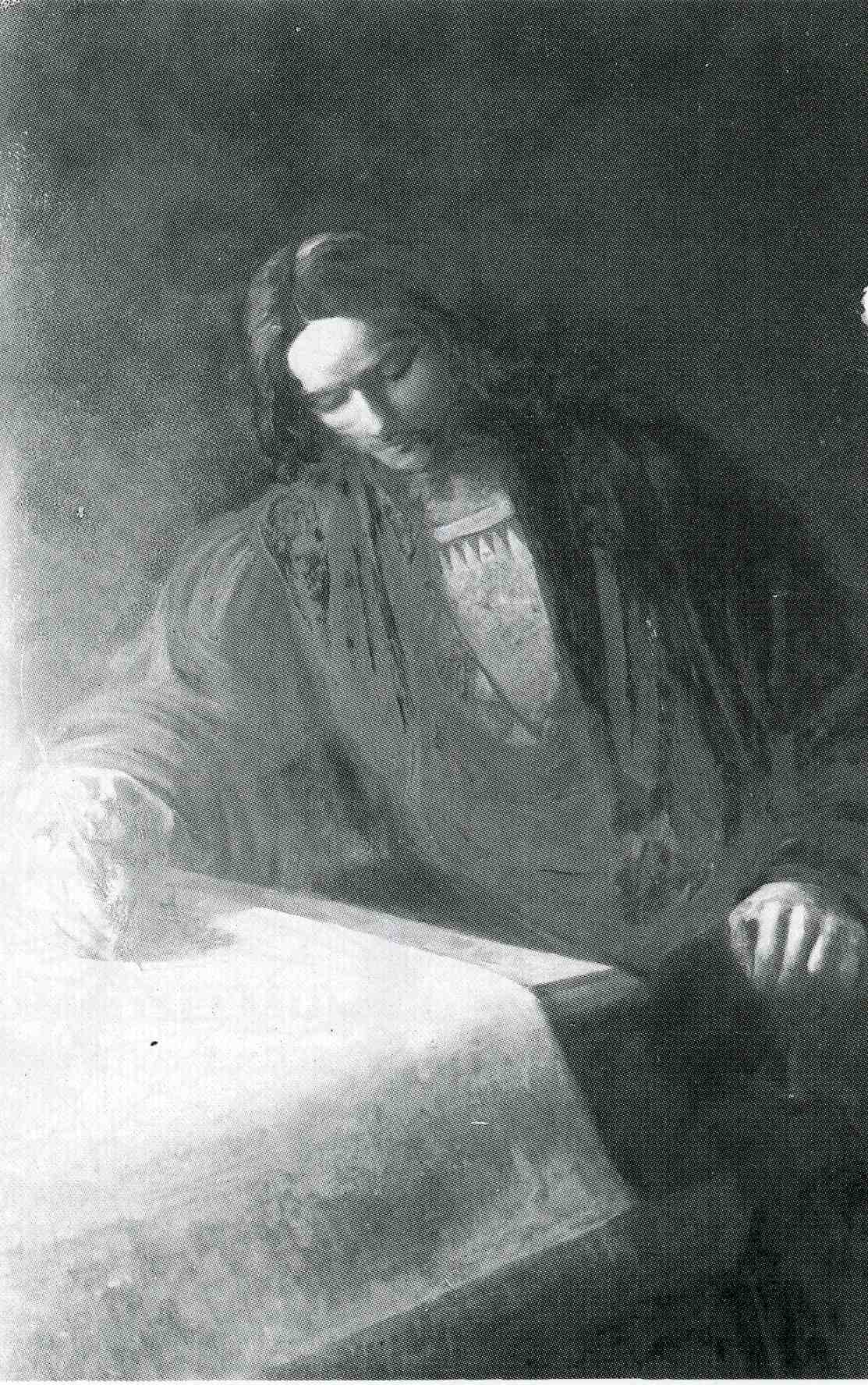
마르틴 발트제뮐러. 19세기 그림

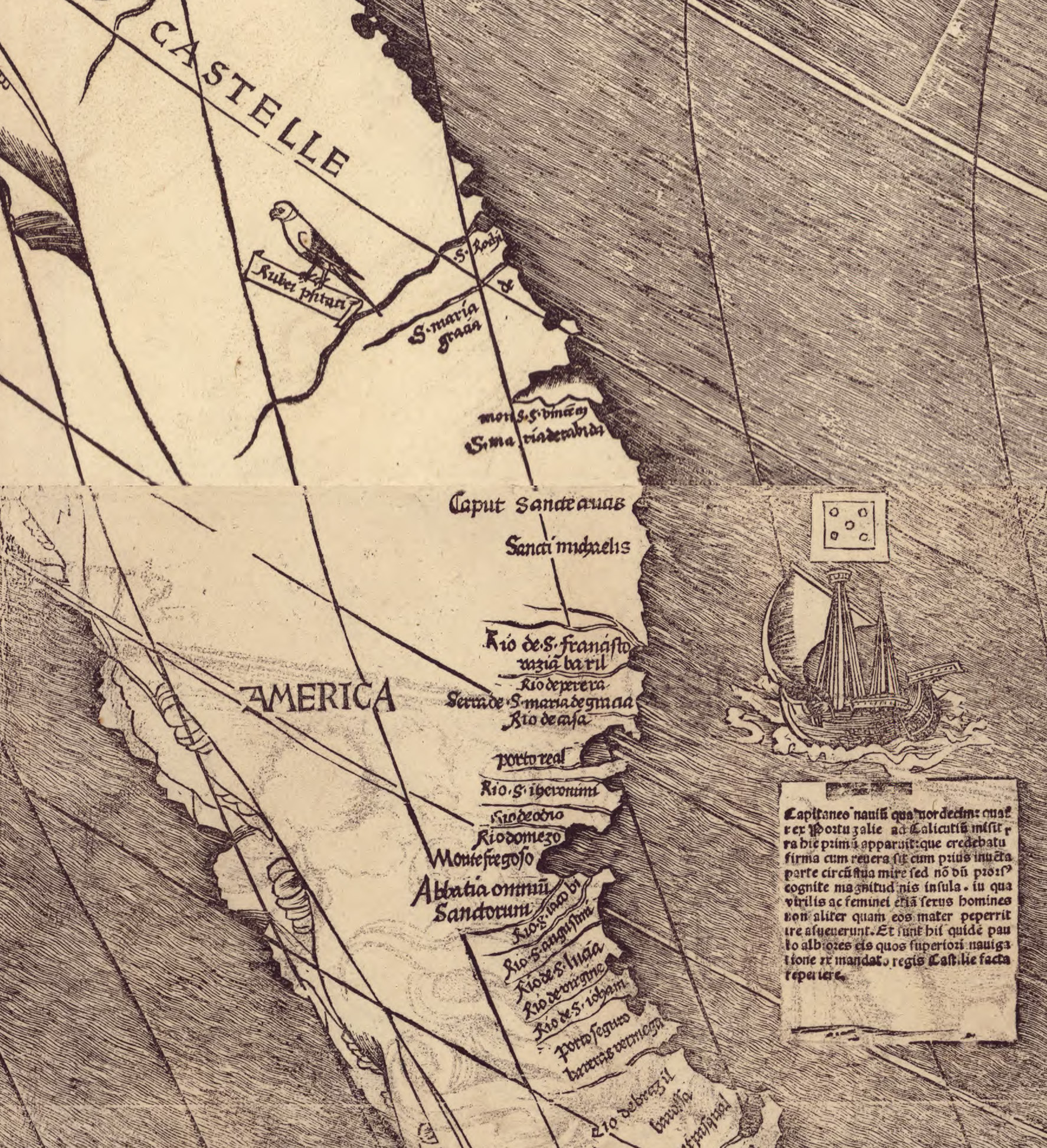
아메리카라는 이름이 나온 발트제뮐러의 지도

마르틴 발트제뮐러(Martin Waldseemüller, 1470년 경~1520년 3월 16일)는 독일의 지도 제작자이다. 마티아스 링만과 함께 만든 1507년 지도에서 아메리카라는 이름을 처음으로 사용했다.
아메리고 베스푸치가 1503년에 《신세계》와 1505년경 《4회의 항해에서 새로 발견된 육지에 관한 아메리고 베스푸치의 서한》를 출판하였다. 이를 근거로하여 1507년에 발트제뮐러가 자신의 저서 《세계지 입문(世界誌入門)》에서 콜럼버스가 발견한 땅이 서인도가 아니고 ‘신세계’임을 알아낸 아메리고의 이름을 기념하여 아메리카라고 부르기를 제창하였다.

## 같이 보기
- 발트제뮐러 지도
- 아메리카
- 크리스토퍼 콜럼버스
- 아메리고 베스푸치